# Cheilorhabditis dacchensis
Cheilorhabditis dacchensis är en rundmaskart. Cheilorhabditis dacchensis ingår i släktet Cheilorhabditis och familjen Odontorhabditidae. Inga underarter finns listade i Catalogue of Life.